# Stora Sjövikstjärnen
Stora Sjövikstjärnen är en sjö i Härjedalens kommun i Hälsingland och ingår i Ljusnans huvudavrinningsområde.